# Turnia Szefa

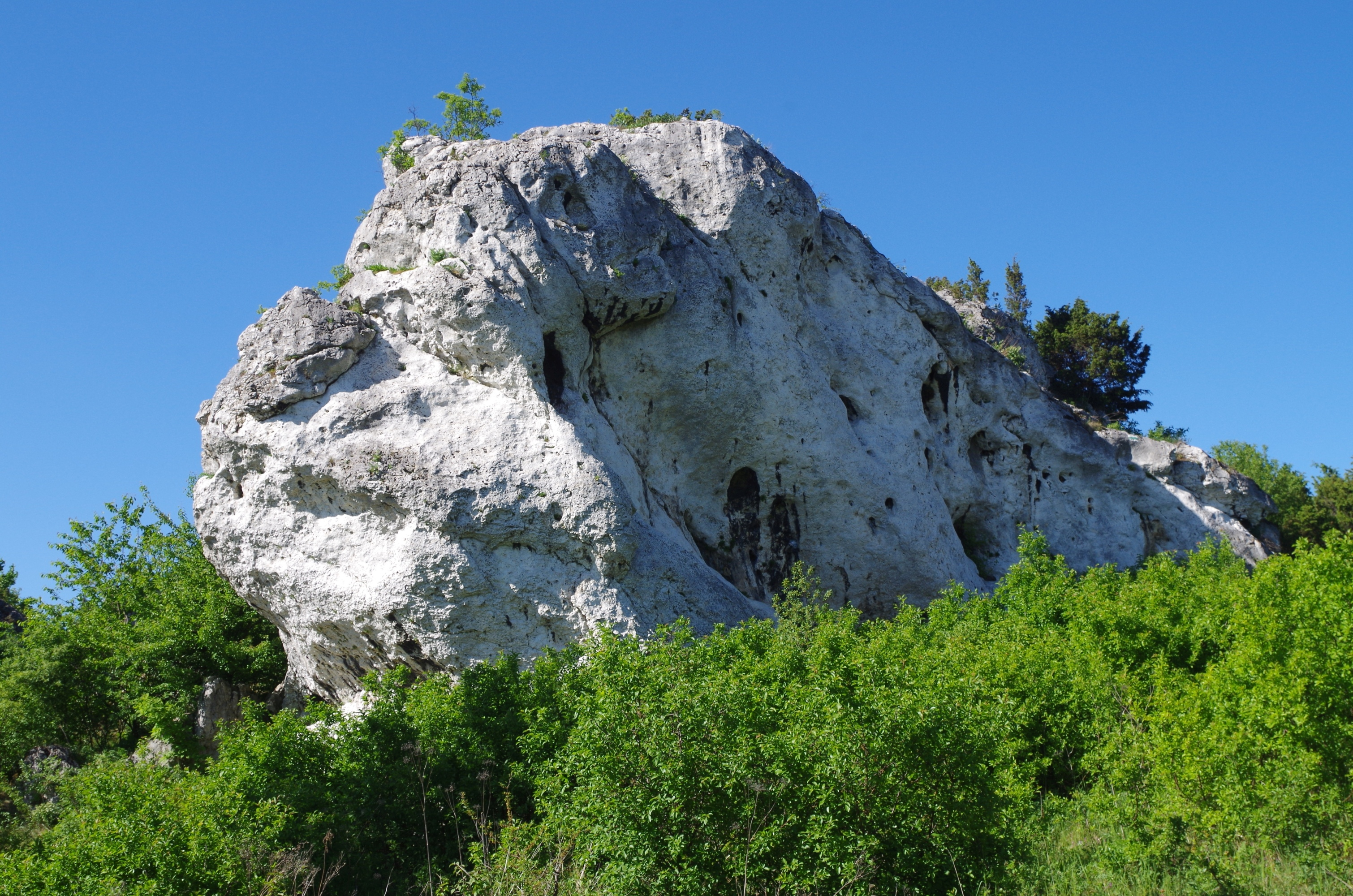
Turnia Szefa od południowego wschodu

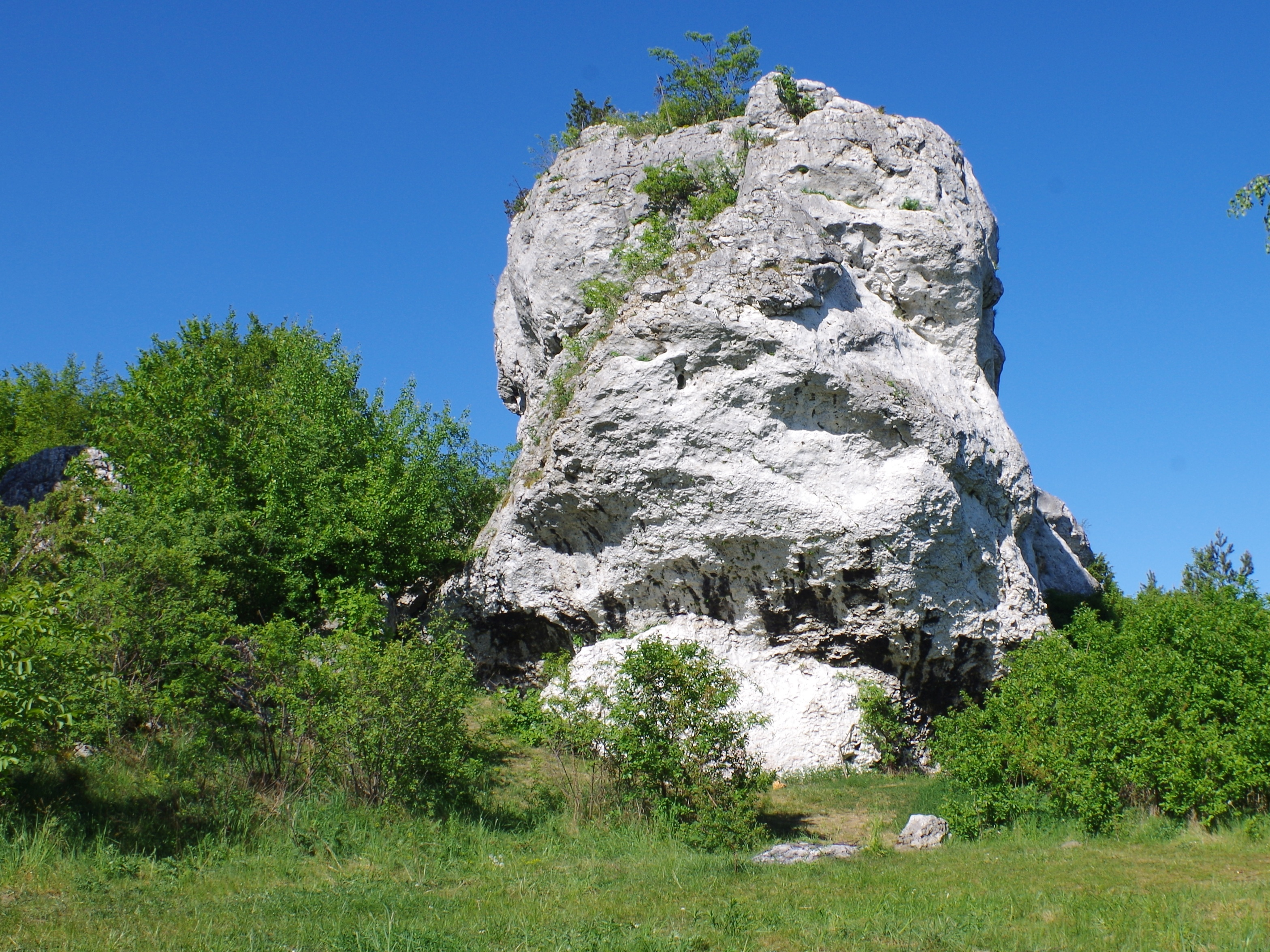
Turnia Szefa od południowego zachodu

Turnia Szefa – samotna wapienna skała na Wyżynie Częstochowskiej w miejscowości Rzędkowice w województwie śląskim, w powiecie zawierciańskim, w gminie Włodowice. Znajduje się na otwartej przestrzeni i jest jedną ze Skał Rzędkowickich. Znajduje się pomiędzy Basztą i Zegarową.

## Wspinaczka skalna
Na Turni Szefa uprawiana jest wspinaczka skalna. Ma pionowe lub przewieszone ściany o wysokości do 10 m. Znajduje się w pełnym słońcu. Jest 10 dróg wspinaczkowych o trudności od IV do VI.5+ w skali Kurtyki. Na większości dróg zamontowano stałe punkty asekuracyjne: stare kotwy (o), ringi (r) i stanowiska zjazdowe (st). Wśród wspinaczy Turnia Szefa jest średnio popularna.
1. Dewastator getta; VI.5+, 1o, 3r, st
2. Chirurgia plastyczna; VI.5+, 4r, st
3. Metanoja; VI.1+, 4r, st
4. Rysa Misztala; VI.1+ (nie wystarczą same ekspresy)
5. Rampa; V (nie wystarczą same ekspresy)
6. Oddział zamknięty; VI.2, 3r, st (droga polecana)
7. Droga do szpitala; VI.1, 5r, st
8. Izba przyjęć; VI+, 2r, st (niebezpiecznie)
9. Piątka Czoka; V+ (nie wystarczą same ekspresy)
10. Prawy skraj; IV (nie wystarczą same ekspresy)[3].